# Alfred von Kiderlen-Waechter
Alfred Kiderlen (né le 10 juillet 1852 à Stuttgart et mort le 30 décembre 1912), à partir de 1868 Alfred von Kiderlen-Waechter, est un diplomate wurtembergeois.

## Famille
Kiderlen-Waechter est issu d'une famille de Neuburg près de Koblach (Vorarlberg), dont la lignée directe commence avec le tanneur Michael Kiderlen, et est citoyen d'Ulm depuis 1610.
Il est le fils du banquier royal de la cour du Wurtemberg, Robert Kiderlen, et de Marie baronne von Waechter. Le père reçoit l'Ordre de la Couronne du Wurtemberg en 1852 et la famille est élevée à la noblesse héréditaire après sa mort en 1867. Ce n'est que le 11 septembre 1868, avec un diplôme daté du 22 janvier 1869, que la mère d'Alfred, Marie Kiderlen, en tant que veuve, reçoit avec ses enfants Alfred, Sarah et Johanna Kiderlen la reconnaissance d'être élevée à la noblesse héréditaire du Wurtemberg, avec l'association des noms et des armoiries le baron von Waechter comme « von Kiderlen-Waechter ».

## Biographie
Kiderlen-Waechter étudie à l'école princière de Grimma (de) et au lycée de Stuttgart (1868-1870),. C'est ici qu'il passe également son diplôme d'études secondaires en août 1870. En tant que volontaire d'un an, il participe à la guerre franco-prussienne en 1870/1871. À partir de septembre 1871, il étudie le droit aux universités de Tübingen, Leipzig et Strasbourg. Pendant ses études à Tübingen, il est actif au sein de la Verbindung Normannia Tübingen (de). Il termine ses études en novembre 1878 avec le 2e examen d'État en droit.
Le 1er février 1879, Kiderlen-Waechter reçoit sa convocation pour une carrière diplomatique au sein du service extérieur de l'Empire allemand. À partir de ce moment, il occupe des postes à l'étranger à Copenhague, Saint-Pétersbourg et Paris. En 1886, il est transféré à la représentation allemande à Constantinople en tant que conseiller de légation. En 1888, il est promu maître de conférences au ministère des Affaires étrangères et devient chef du département des questions orientales.
En raison d'une allusion irrespectueuse dans le journal satirique Kladderadatsch, Kiderlen provoque un duel avec le rédacteur en chef du magazine Wilhelm Polstorff (de) et se blesse à l'épaule. La condamnation ultérieure à quatre mois d'emprisonnement, dont Kiderlen ne doit purger qu'un peu plus de deux semaines à la forteresse d'Ehrenbreitstein en 1894, n'affecte pas sa carrière diplomatique.
En 1894/95, il est ambassadeur de Prusse auprès des villes hanséatiques (de). Le 31 mai 1895, il représente la Prusse et l'Empire lors de la pose de la première pierre du canal Elbe-Trave à Lübeck. Après que le maire Heinrich Theodor Behn a frappé le marteau d'argent, il le ferraille en disant : "Je demande moi aussi la bénédiction de Dieu sur cette œuvre, nouveau lien d'amitié ancestrale entre nos voisins Lübeck et la Prusse, indissolublement unis dans le nouvel empire allemand", suivi par le ministre d'État Karl Heinrich von Boetticher.
La même année, il est nommé ambassadeur à Copenhague.
En raison des déclarations sans vergogne sur l'empereur Guillaume II, Kiderlen tombe en disgrâce trois ans plus tard et doit passer les dix années suivantes loin des événements mondiaux en tant qu'envoyé à Bucarest (Royaume de Roumanie). En tant que représentant de l'ambassadeur malade à Constantinople, il dirige les négociations pour la construction du chemin de fer de Bagdad en 1907. L'exil de Kiderlen prend fin en 1908 avec sa nomination au poste de secrétaire d'État adjoint du ministère des Affaires étrangères. Grâce à ses talents de négociateur, il contribue à surmonter la crise bosniaque et négocie un accord franco-allemand sur le Maroc après la première crise marocaine.
Après la destitution du Chancelier du Reich, Bernhard von Bülow, Kiderlen est nommé chef du ministère des Affaires étrangères en 1910. La conception de la politique étrangère initialement poursuivie par Kiderlen subit un sérieux revers lors de la deuxième crise marocaine en juillet 1911. L'Empire allemand doit renoncer à ses ambitions au Maroc en échange de petits gains territoriaux en Afrique de l'Ouest. Les négociations navales avec l’Angleterre se soldent par un échec en 1912.
Kiderlen-Waechter meurt d'une crise cardiaque en 1912 après avoir bu six cognacs.